# Escorihuela
Escorihuela est une commune d’Espagne, dans la province de Teruel, communauté autonome d'Aragon comarque de Teruel.

## Histoire
L'église d"Escorihuela est une ancienne possession de l'ordre du Saint rédempteur (es) incorporée à l'ordre du Temple en 1196,.

## Démographie
En 2022, elle comptait 138 habitants sur une superficie de 56,99 km².